# Kanál Krhovice–Hevlín
Kanál Krhovice–Hevlín je závlahový kanál, který přijímá vodu z řeky Dyje na jezu u Krhovic a svádí ji dál do Valtrovic, Hrádku, Dyjákovic a Hevlína. Příčný profil kanálu je jednotný, lichoběžníkového průřezu, dno a stěny jsou opevněné betonovými deskami. Na trase kanálu se nacházejí podchody a na několika místech byl vytvořen i akvadukt. V několika místech kanál protíná silnici 408.
Závlahový kanál je tvořen hlavním závlahovým kanálem, jehož délka je 15 kilometrů, a dvěma přívodními závlahovými kanály o délce 9 a 7 kilometrů. Hlavní závlahový kanál byl vybudován mezi lety 1949–1954. Je částečně zaříznut v terénu, částečně je vytvořen násypným tělesem.
Na hlavní závlahový kanál Krhovice–Hevlín navazují dva přívodní kanály. Na 15. kilometru je to přívodní náhon N1, jehož trasa vede nad obcí Hevlín a končí na 24. kilometru pod obcí Hrabětice. Na jeho trase jsou vybudovány jak podchody pod silnicemi, tak tři akvadukty přes Černou strouhu, Anšovský potok a Hrabětický potok. Na 5. kilometru pak navazuje přívodní náhon N2, který je dlouhý 7 kilometrů, vede od obce Valtrovice (pod Božickým kopcem) a končí u obce Velký Karlov. Jeho stavba byla dokončena v roce 1966.

## Hlavní parametry kanálu
- Délka závlahového kanálu: 15 kilometrů hlavního kanálu + 9 a 7 km přívodního kanálu N1 a N2
- Spád dna kanálu: 0,3 ‰
- Šířka dna: 1,10 metrů
- Sklon svahu: 1:1,5 (opevněný), 1:2 (vzdušný nad opevněním)
- Šířka koruny hrází: 1,1 metrů
- Šířka kanálu v koruně: 8,1 metrů
- Hloubka kanálu po korunu hrází: 2,2 metrů
- Výška opevnění: 1,8 metrů
- Projekční kapacita: Qk = 5,3 m³/s
- Skutečná kapacita při výšce hladiny 1,95 metrů: Qp = 8,4 m³/s[2]